# Universiade d'hiver de 2005
 (juillet 2009).
Si vous disposez d'ouvrages ou d'articles de référence ou si vous connaissez des sites web de qualité traitant du thème abordé ici, merci de compléter l'article en donnant les références utiles à sa vérifiabilité et en les liant à la section « Notes et références ».
Navigation
Édition précédente Édition suivante
En sport d'hiver la 22e édition de l'Universiade d'hiver est une compétition internationale universitaire multi-sports qui s’est déroulée du 12 au 22 janvier 2005 à Innsbruck, en Autriche. Au total, 2 150 athlètes issus de 50 nations ont pris part aux différentes épreuves réparties dans 12 sports.

## Discipline
Les sports disputés sont les suivants :  
- Ski alpin
- Ski de fond
- Saut à ski
- Combiné nordique
- Snowboard
- Patinage artistique
- Patinage de vitesse sur piste courte
- Hockey sur glace
- Biathlon
- Patinage de vitesse
- Skeleton (en démonstration)
- Escalade (en démonstration)

## Calendrier
| Sport               | 12 | 13 | 14 | 15 | 16 | 17 | 18 | 19 | 20 | 21 | 22 |
| ------------------- | -- | -- | -- | -- | -- | -- | -- | -- | -- | -- | -- |
| Cérémonie           | O  |    |    |    |    |    |    |    |    |    | C  |
| Ski alpin           |    |    |    |    |    |    |    |    |    |    |    |
| Ski de fond         |    |    |    |    |    |    |    |    |    |    |    |
| Saut à ski          |    |    |    |    |    |    |    |    |    |    |    |
| Combiné nordique    |    |    |    |    |    |    |    |    |    |    |    |
| Snowboard           |    |    |    |    |    |    |    |    |    |    |    |
| Patinage artistique |    |    |    |    |    |    |    |    |    |    |    |
| Short-Track         |    |    |    |    |    |    |    |    |    |    |    |
| Hockey sur glace    |    |    |    |    |    |    |    |    |    |    |    |
| Biathlon            |    |    |    |    |    |    |    |    |    |    |    |
| Patinage de vitesse |    |    |    |    |    |    |    |    |    |    |    |
| Skeleton            |    |    |    |    |    |    |    | D  |    |    |    |
| Escalade            |    |    |    |    | D  |    |    |    | D  | D  |    |

| F : jour de finale | D : sport en démonstration | O : cérémonie d'ouverture | C : cérémonie de clôture |

## Tableau des médailles
| Rang | Pays                 | Médaille d'or | Médaille d'argent | Médaille de bronze | Total |
| 1    | Autriche             | 10            | 8                 | 4                  | 22    |
| 2    | Corée du Sud         | 10            | 7                 | 6                  | 23    |
| 3    | Russie               | 7             | 5                 | 9                  | 21    |
| 4    | Japon                | 5             | 6                 | 6                  | 17    |
| 5    | Pologne              | 5             | 2                 | 1                  | 8     |
| 6    | Ukraine              | 4             | 10                | 2                  | 16    |
| 7    | Kazakhstan           | 4             | 1                 | 2                  | 7     |
| 8    | Italie               | 4             | 0                 | 5                  | 9     |
| 9    | Chine                | 3             | 6                 | 8                  | 17    |
| 10   | Pays-Bas             | 3             | 5                 | 2                  | 10    |
| 11   | Slovénie             | 3             | 4                 | 3                  | 10    |
| 12   | République tchèque   | 3             | 2                 | 4                  | 9     |
| 13   | France               | 2             | 1                 | 4                  | 7     |
| 14   | Suisse               | 1             | 3                 | 3                  | 7     |
| 15   | Finlande             | 1             | 2                 | 2                  | 5     |
| 16   | États-Unis           | 1             | 2                 | 0                  | 3     |
| 16   | Serbie-et-Monténégro | 1             | 2                 | 0                  | 3     |
| 16   | Royaume-Uni          | 1             | 2                 | 0                  | 3     |
| 19   | Allemagne            | 1             | 1                 | 3                  | 5     |
| 20   | Biélorussie          | 0             | 3                 | 2                  | 5     |
| 21   | Slovaquie            | 0             | 0                 | 2                  | 2     |
| 22   | Bulgarie             | 0             | 0                 | 0                  | 1     |